# 10746 Мюльхаузен
10746 Мюльхаузен (10746 Mühlhausen) — астероїд головного поясу, відкритий 10 лютого 1989 року.
Тіссеранів параметр щодо Юпітера — 3,318.